# Krux (album)
Krux är den svenska doom metal-gruppen Kruxs debutalbum från 2002.

## Låtförteckning
1. "Black Room" - 05:50
2. "Krux" - 07:06
3. "Nimis" - 03:57
4. "Sibiria" - 02:11
5. "Omfalos" - 06:40
6. "Enigma EZB" - 04:55
7. "Popocatépetl" - 04:53
8. "Evel Rifaz" - 02:19
9. "Lunochod" - 12:11

## Banduppsättning
- Mats Levén - sång
- Jörgen Sandström - gitarr
- Leif Edling - bas
- Peter Stjärnvind - trummor